# Cytherea deserticola
Cytherea deserticola är en tvåvingeart som beskrevs av Paramonov 1930. Cytherea deserticola ingår i släktet Cytherea och familjen svävflugor. Inga underarter finns listade i Catalogue of Life.